# Hypena themerodes
Hypena themerodes là một loài bướm đêm trong họ Erebidae.